# « Chien noir » de Winston Churchill

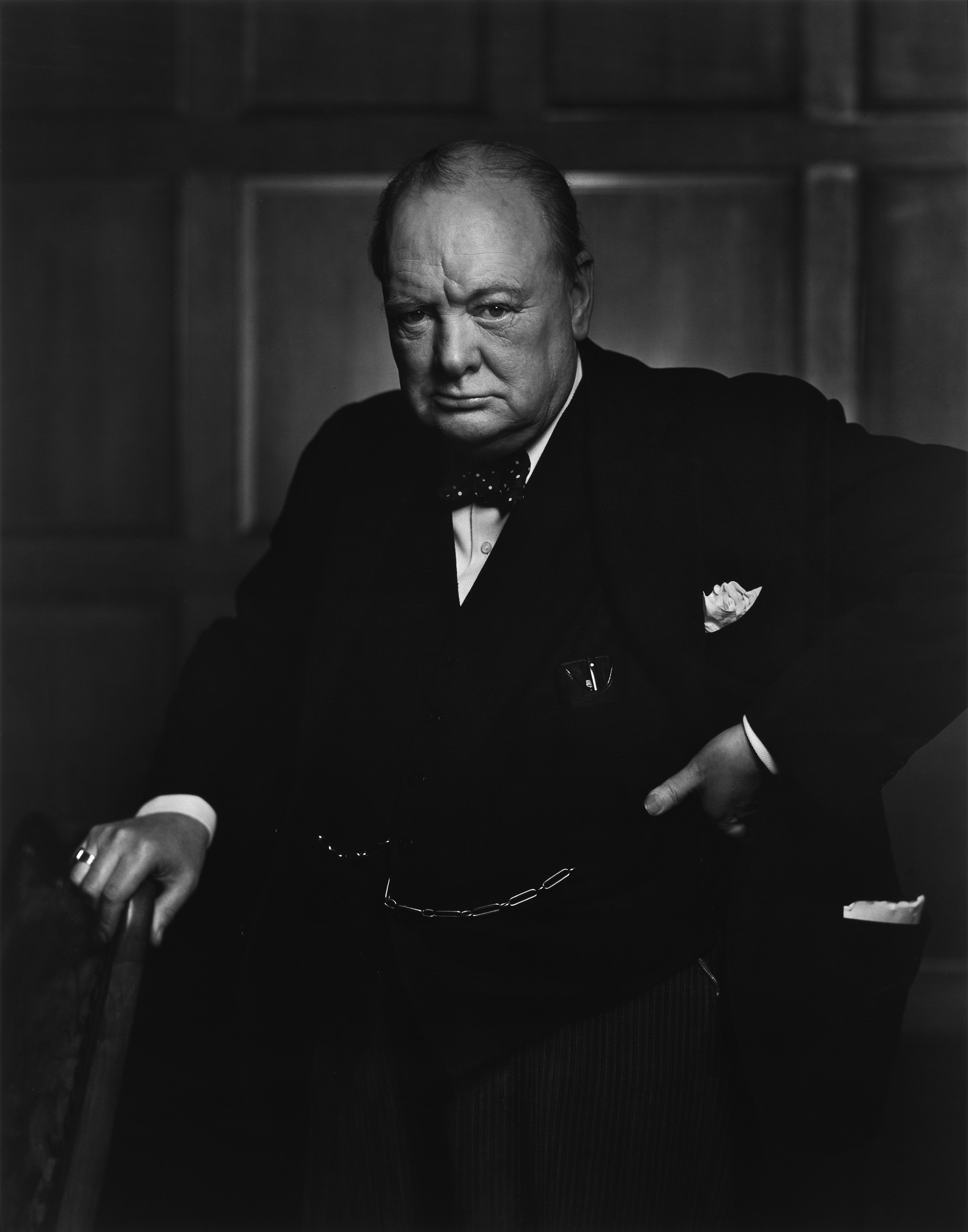
Winston Churchill en 1941.

Le « chien noir »  (en anglais, black dog) fait référence aux nombreux accès de dépression dont Winston Churchill a souffert tout au long de sa vie. Il s’agit d’un élément central de sa vie, bien qu'il ait réussi la plupart du temps à camoufler cette maladie. De nature plausiblement cyclothymique, il passait par des phases d'abattement et vivait de véritables crises d'anxiété. Lui-même était particulièrement conscient de ce handicap pathologique, qu’il appelait black dog — « chien noir », expression remontant au moins à l'auteur du XVIIIe siècle Samuel Johnson. Cet état se renforçait lors de ses périodes d’oisiveté. Si, pendant la première partie de sa vie, il parvenait tant bien que mal à gérer la situation, il aurait souffert de son premier épisode de dépression en 1910, à l'âge de 35 ans. La digue s’est rompue lorsqu'il s’est retiré de la vie politique, à 80 ans.
Ce « chien noir » pourrait être lié à des événements traumatisants issus du monde extérieur, tels que son renvoi de l'Amirauté après la catastrophe des Dardanelles lors de la Grande Guerre, ou sa défaite électorale de 1945. Dans ces deux cas, sa guérison, lente et jamais complète ni définitive, se fait grâce à la peinture. D'un autre côté, étant donné les symptômes de ce mal qu’il éprouve de plus en plus, Churchill ne pouvait rien moins qu'être purement associé à de telles causes extrinsèques, ce qui correspond au profil classique de la dépression majeure unipolaire ou bipolaire. Il est également évoqué la possibilité qu'il souffrait d’un trouble du déficit de l'attention.

## Diagnostic de l’association américaine de psychiatrie
Des experts de l'Association américaine de psychiatrie se sont appuyés sur le classement d'un de leurs grands instruments de travail, le manuel DSM-IV-TR, pour diagnostiquer chez Churchill un « trouble dépressif persistant » qui relève de la catégorie 300.4, « dysthymie » — due en majeure partie à un état de tristesse permanent, de faible estime de soi, d'absence d'espoir, de sentiment de culpabilité, de pensées suicidaires pour n'en mentionner que quelques-uns. Selon les propos de certains cliniciens, Churchill était prédisposé au suicide. En fait, il se sentait si bas pendant ses phases de dépression que son esprit flirtait avec l'idée de mettre un terme à toutes ces souffrances en se donnant la mort. Cette solution l'effrayait à un point tel qu'il était devenu plutôt méfiant envers lui-même comme le laisserait entendre l'une de ses innombrables confidences : « Lorsqu'un train arrive à grande vitesse, je déteste me trouver aux abords des quais et j'essaie le plus possible de m'en éloigner. J'aime encore moins m'appuyer au bastingage d'un navire et, si je le fais, je ne regarde jamais vers le bas. Car sous l'effet d'un désespoir si infime soit-il  tout pourrait me mener vers une conséquence fatale. »

## Étude d’Anthony Storr
Le Dr Anthony Storr, qui a consacré au cas Churchill une étude approfondie, a vu dans cette nature dépressive la source à la fois de l'ambition insatiable et de l'hyperactivité de son sujet. De fait, au point de départ, il y a le trauma psychologique remontant à la première enfance et provoqué par le défaut d'affection et le sentiment de déréliction dont a souffert profondément et précocement le petit Winston. En compensation de ce manque d'amour, le jeune homme a développé une farouche volonté de réussir, afin de faire la preuve, à coups d'exploits aussi bien à ses propres yeux qu'aux yeux des autres, de ses capacités et de ses talents. Mais l'idée que cette négligence catastrophique ait pu affecter d'une quelconque manière l'évolution psychologique ou les performances scolaires du jeune enfant ne semble jamais avoir effleuré Lord et Lady Randolph Churchill. Il semble que ce soit plutôt une tendance héréditaire chez les Spencer-Churchill, mais le désintérêt presque complet de ses parents n'a certainement pas arrangé les choses.

## Hypothèse de la cyclothymie
De nombreux cliniciens qui connaissaient ou examinaient Churchill étaient d'accord pour affirmer qu'il avait probablement une personnalité cyclothymique — terme aujourd'hui réintroduit depuis la fin des années 1970 — qui serait, comme plusieurs d'entre eux le prétendent, liée biologiquement et génétiquement au trouble bipolaire. Le Dr Lord Russell Brain notamment, un célèbre neurologue britannique, a côtoyé Churchill pendant près de deux décennies et l'a reçu comme client à vingt reprises. Il a conclu que Churchill avait « le dynamisme et la jeunesse d'un cyclothymique ». Cette personnalité cyclothymique implique une alternance constante entre les symptômes maniaques mineurs (hypomaniaques) et les symptômes dépressifs mineurs et le fait que par la même occasion Churchill ait éprouvé plusieurs épisodes dépressifs majeurs, semble concorder avec la définition actuelle du trouble bipolaire de type II (hypomanie en alternance avec dépression sévère). Il est également possible qu'il ait eu des épisodes maniaques, auquel cas il répondrait à la définition diagnostique du trouble bipolaire standard (également appelé type I).

## Hypothèse de la bipolarité
Ces dernières années, un nouveau débat a été lancé notamment par des organismes de bienfaisance consacrés aux problèmes psychiques de Churchill ; pour leurs défenseurs, il ne fait aucun doute que Winston souffrait de troubles bipolaires. En 2006, Rethink Mental Illness, association caritative s'occupant de santé mentale, a défendu une statue qu'elle avait fait ériger à Norwich, exposant aux regards un Churchill en camisole de force, ce qui a déclenché aussitôt un tollé général. Des gens ont été violemment outrés qu'on puisse avoir eu cet affront d'oser établir un si mauvais lien entre le Grand Old Man et la bipolarité. Le directeur de l'institution, par le truchement de son porte-parole, s'excusa tout en avouant qu'il essayait de projeter une image de nature plus digne aux personnes atteintes de trouble mental dont Churchill en faisait partie. Dans son essai rendu notoire Black Dog, Kafka's Mice and Other Phenomena of the Human Mind, le psychiatre et historien Anthony Storr a écrit : « S'il n'avait été qu'un banal chef d'État pourvu d'aucunes tares psychiques, il n'aurait jamais pu insuffler en nous, la nation entière, la vaillance comme il l'a fait. En 1940, alors que toutes les chances penchaient contre la Grande-Bretagne, un dirigeant mentalement bien portant n'aurait pu fort bien qu'en conclure que toute lutte aurait été vaine. » De même, ces organismes s'appuient à la fois sur les témoignages de Lord Moran, médecin personnel de Churchill, de Lord Beaverbrook et surtout du Dr Lord Russel Brain appelé en consultation en maintes reprises par son confrère Moran de 1949 à 1965, qui déclare Churchill cyclothymique dès le premier examen.
Cette théorie de la cyclothymie — liée à la bipolarité — de Winston Churchill reste toutefois incertaine. Pour A. W. Beasley, chirurgien orthopédique spécialisé dans l'histoire médicale, il s'agit d'un mythe largement inspiré par Lord Moran. Le débat toujours ouvert, qui a lieu principalement entre les churchilliens traditionnels, qui parlent parfois de trouble effectif saisonnier, le soleil méditerranéen étant son meilleur remède, de TDAH ou de troubles anxieux et les tenants de la bipolarité, porte sur un diagnostic qui ne pourrait jamais être définitivement tranché.
Dans un ouvrage paru en 2020, deux éminents professeurs de médecine britanniques, Allister Vale et John Scadding, estiment que l’aspect dépressif de Churchill a été exagéré à dessein, souvent par sensationnalisme.
Dans sa biographie parue au Royaume-Uni en 2018, Andrew Roberts écrit :
« Le 11 juillet 1911, Churchill avait dîné chez son cousin Ivor Guest et sa femme Alice, et le soir, revenu au ministère de l’Intérieur, il rapporta par écrit la conversation à Clementine, qui était en vacances à Seaford, dans le Sussex :
« Alice m’a beaucoup intéressé en parlant de son docteur en Allemagne qui a complètement guéri sa dépression. Je crois que cet homme-là pourrait m’être utile – si mon chien noir revient. Il semble très loin actuellement – C’est un grand soulagement. Toutes les couleurs reviennent sur l’image. La plus brillante celle de votre cher visage – ma Chérie ».
C’est là la seule référence que Churchill ait jamais faite à cette dépression baptisée « chien noir » (terme utilisé par les nourrices victoriennes et édouardiennes pour dire que les enfants n’étaient pas dans leur assiette ou de mauvaise humeur). Lord Moran, son médecin, ne le mentionne que cinq fois dans son ouvrage de 800 pages sur Churchill – et ce la plupart du temps hypothétiquement. Les notices de son journal publiées par Moran à la date du 14 août 1944 et du 2 août 1945, sur lesquelles presque tous les écrits sur le « chien noir » de Churchill se sont fondés, ne correspondent pas aux versions manuscrites de ses papiers privés. »